# Mitt hjärta, Jesu, denna dag
Mitt hjärta, Jesu, denna dag är en kristen psalm. Texten är skriven av Samuel Ödmann.

## Publicerad i
- 1819 års psalmbok, som nummer 322 under rubriken "Med avseende på särskilda personer, tider och omständigheter: Lärare och åhörare: På sabbatens morgon".